# Olivier van Keulen
Olivier van Keulen of Olifernus (Westfalen of Friesland, ca. 1170 - Otranto, 11 september 1227) was een 13e-eeuwse geestelijke, bisschop en kardinaal-bisschop. Hij is voornamelijk bekend als propagandist voor de Vijfde Kruistocht, waar een groot aantal Friezen, Hollanders en Rijnlanders aan deelnam.

## Leven
Olivier was waarschijnlijk afkomstig uit Westfalen of uit een van de Friese gebieden, die deel uitmaakten van het bisdom Paderborn. Sinds 1196 was hij verbonden aan het domkapittel van Paderborn. Hij leidde daar als domscholaster de domschool in Paderborn. Sinds 1202 was hij daarnaast ook als domscholaster actief in Keulen. Rond 1205 werd hij kanselier van de aartsbisschop van Keulen Bruno IV van Sayn.
Waarschijnlijk voor studiedoeleinden verbleef hij in 1207 korte tijd in Parijs. Aansluitend preekte hij om steun te verkrijgen voor de kruistocht tegen de Albigenzen.
In de periode 1209-1213 verbleef hij in het aartsbisdom Keulen. Hier hoorde hij in 1213 van de oproep van paus Innocentius III voor de Vijfde Kruistocht. In het voorjaar van 1214 begon hij te prediken in het Rijnland, de Lage Landen en Friesland. Het lukte hem vooral in Friesland duizenden vrijwilligers te enthousiasmeren voor deze kruistocht; ook in Keulen begonnen potentiële kruisvaarders een eigen vloot uit te rusten.
In 1214 kwam hij aan in Dokkum waar hij de kruistocht predikte. 
Hij nam deel aan de Vijfde Kruistocht (1218-1221). Tijdens de kruistocht stuurde graaf Willem I van Holland in 1217 een kleine honderd koggen naar de Middellandse Zee om de christelijke bondgenoten te steunen in hun strijd tegen de Ajjoebiden.
Op 4 augustus 1218 nam de Hollandse scheepsmacht onder leiding van Olivier van Keulen deel aan het beleg van de stad Damiate aan de ingang van de Nijl.
In Egypte fungeerde hij waarschijnlijk als secretaris van de pauselijke legaat kardinaal Pelagius van Albano. 
Nadat de kruisvaarders werden verslagen en hij zich moest terugtrekken uit Egypte in september 1221, bleef Olivier tot september of oktober 1222 in Akko. Uit deze tijd zijn twee brieven van hem bewaard gebleven, een brief aan sultan al-Kamil van Egypte, de andere aan de plaatselijke islamitische geleerden, die hij met de polemische geleerdheid van zijn tijd probeerde te overtuigen van de verwerpelijkheid van het islamitische geloof om hen te overtuigen om het christelijk geloof aan te nemen. 
In 1222 kwam hij terug in Westfalen uit Egypte.  
Na de dood van bisschop Bernhard III van Paderborn op 28 maart 1223 zou Olivier tot bisschop van Paderborn zijn verkozen. Deze  verkiezing was echter niet onomstreden en uiteindelijk ontving niet Olivier, maar de tegenkandidaat, Hendrik van Brackel, proost van Büsdorf, de regalia van de Rooms-koning Frederik II. Van Brackel werd ook door de aartsbisschop van Mainz bevestigd. Oliver legde zich hier echter niet bij neer. Hij ging naar Rome om daar bij de curie zijn recht te halen. Op 7 april 1225 werd Olivier van Keulen door paus Honorius III bevestigd als bisschop van Paderborn. Hij hield zich echter niet in zijn bisdom op, maar bleef in Italië in de naaste omgeving van de paus. De paus verhief hem in september 1225 tot kardinaal-bisschop van Sabina. Het bisdom Paderborn werd vacant verklaard. 
In 1227 sloot hij zich als pauselijke legaat aan bij het kruisvaardersleger dat zich in Zuid-Italië onder leiding van keizer Frederik II verzamelde. Nog voordat hij zich echter had kunnen inschepen naar Outremer, overleed hij op 11 september 1227 in Otranto aan een besmettelijke ziekte, die in het kruisvaardersleger was uitgebroken.

## Werken
- Historia Damiatina (1217-1222)

## Voetnoten
1. ↑  Volgens een Friese bron 27 juni 1227 in de buurt van Groningen.
2. ↑  zie Fachschaft Geschichte des Gymnasium Theodorianum in Paderborn, Gymnasium Theodorianum Paderborn  799-1612-1987, 375 Jahre Schulgebäude am Kamp, Eigenverlag, Paderborn, 1987
3. ↑   Over de omstreden bisschopsverkiezing zie. Brandt/Hengst  1984: 117

- Bibsys: 9008804
- Bibliothèque nationale de France: cb124533779 (data)
- Gemeinsame Normdatei: 100956149
- International Standard Name Identifier: 0000 0000 7820 3685
- Library of Congress Control Number: n80040313
- Nationale Bibliotheek van Tsjechië: ola2012718327
- Nationale Bibliotheek van Israël: 987007271593705171
- Nederlandse Thesaurus van Auteursnamen: 148937306
- Système universitaire de documentation: 151914613
- Virtual International Authority File: 29628856
- WorldCat: E39PBJth3tvxHFYKmFvgj38Qv3